# Georges Irat
Georges Irat (Жорж Іра) — з 1921 року французький виробник автомобілів. Штаб-квартира розташована в місті Леваллуа-Перре. У 1935 році компанія об'єднується з фірмою Etablissements Godefroy et Lévèque. У 1953 році компанія припинила виробництво автомобілів.

## Жорж Іра
Жорж Іра народився в 1890 році, про його дитинство мало що відомо. У віці 20 років він влаштовується у фірму з Нансі - Compagnie Générale d'Electricité. Ця компанія, заснована в 1898 році, займалася виробництвом електродвигунів. Наприклад, в 1905 році Compagnie Générale d'Electricité виготовили два електромотора, потужністю по 300 к.с. кожен, для французької субмарини «Плювіоз», яка затонула під час навчань в 1910 році, зіткнувшись з круїзним лайнером. Електродвигуни не були основними рушіями, а були ще два парових мотора, сумарною потужністю в 720 к.с.. Іра влаштовується механіком обслуговувати парк автомобілів фірми.

## Заснування компанії La Société anonyme des automobiles Georges Irat (1921-45)
У 1911 році, в жовтні, молода людина отримує посвідчення пілота, і з початком війни його забирають у військову авіацію. До кінця війни він був поранений, після чого його комісували. Після війни він почав займатися продажем імпортних автомобілів, а в 1919 році він купує фірму Majola, яка займалася виробництвом автомобілів з 1908 року. Назбиравши грошей, він вирішує заснувати своє підприємство і, заручившись підтримкою Моріса Готьє, колишнім главою відділу експериментальних двигунів в фірмі Delage, створює в 1921 році фірму La Société anonyme des automobiles Georges Irat. Під час війни військовий департамент забракував партію снарядів, що поставлялися фірмою Delage. Помилку повісили на Готьє, так що досвідченого інженера звільнили. Готьє будує для Іра, що прихистив його на своєму підприємстві, дволітровий чотирициліндровий двигун з верхнім розташуванням розподілвала із хромонікелевої сталі і алюмінієвими поршнями, який видавав 40 к.с. при 2600 об/хв. Двигун мав такий ряд інновацій, як водяний насос охолодження, потрійний дифузор карбюратора, електричний стартер і котушку запалювання фірми Delco.
Хорошому мотору були потрібні хороші шасі, і машина отримала їх (причому в двох варіантах бази: 3 і 3.2 м) - шасі з штампованої сталі. Серед інших плюсів машини, яка отримала назву Туре 4А 11CV, були: барабанні гальма всіх коліс конструкції Перро, сервопідсилювач гальм "Алло" (працює за допомогою коробки передач). Трансмісія автомобіля була чотириступінчастою, що приводила в дію задній міст типу "банджо" конструкції Глісона за допомогою кардана. Головною відмінною рисою цієї марки стало те, що кермо у неї розташовувалося зліва. Майже всі машини вищого класу у Франції на той момент мали праве розташування керма, причому багато зберегли цю фішку аж до початку 50-х років минулого століття. Але Жоржу Іра не подобалося домінування англійського стилю в цьому питанні, тому для себе спочатку він вирішив, що кермо, як і у інших континентальних автомобілів, буде на його продукції розташоване зліва.

## Початок виробництва автомобілів
Представлений на Паризькому автосалоні автомобіль, одягнений в кузов від американської фірми Weymann, яка мала дочірні підприємства в Європі (кузови типу седан, оббиті тканиною), викликав ажіотаж серед відвідувачів як одна з найкращих французьких машин у своєму класі з представлених на цій виставці. Особливо великий інтерес машина викликала у молодої багатої публіки, автомобіль пропонувався зі слоганом "La voiture de l'Elite" ("Автомобіль для еліти"). Незабаром Іра обладнав завод в Шато для виготовлення своїх автомобілів. Про постачання кузовів типу седан, купе шофер (купе де віль), торпедо і торпедо-спорт він домовився з фірмами Kelsh, Labourdette і Marcel Pourtout. Володіючи 40-сильним двигуном, машина з кузовом типу торпедо-спорт роботи Labourdette могла розганятися до 100 км/год, при цьому середня витрата палива становила всього 10 літрів на 100 км, що знайшло відображення потім в рекламі. Це була цілком непогана витрата для 2-літрового мотора, навіть 10-річної давнини.
Для підтримки своєї продукції Жорж Іра вирішує виставити два автомобілі на найперші 24-годинні перегони Ле-Ману. Однак екіпаж Каппе-Жан Дурьяну прийшов п'ятнадцятим-шістнадцятим (вони фінішували одночасно з Морісом Бенуа і Луї Рамоном Буено на Salmson AL), а команда Мійо і Маллево зовсім фінішувала на 29 місці. У 1924 році екіпаж Маллево-Дурьяну зовсім вибув з гонки, пройшовши 42 кола Ле-Ману. Однак гіркота поразки в марафоні з лишком окупилася перемогами на інших змаганнях: перегонах за маршрутами Париж-Ніцца, Шато-Тьєрі і Туль-Ненсі, заїздах в Ла-Турбі, Булоні, Мон-Ванту і 24-годинному марафоні в Бельгії (1925 рік), основним лідером команди був Моріс Рост, який і привозив фірмі виграні кубки. У 1924 році спеціально для любителів швидкості була створена спортивна версія, яка отримала нову головку блоку, більш гострий розподілвал і полегшені шатуни, що дозволило підняти потужність до 60 к.с., що знімалися при 3000 об/хв. Шасі машини було укорочене до 2.8 м. Оснащена спортивним легким кузовом, машина змогла розігнатися в Монлері до 140 км/год. Але Жорж Іра давав всього півроку гарантії на цю машину, в той час як решта продукції отримувала дворічну гарантію від виробника.

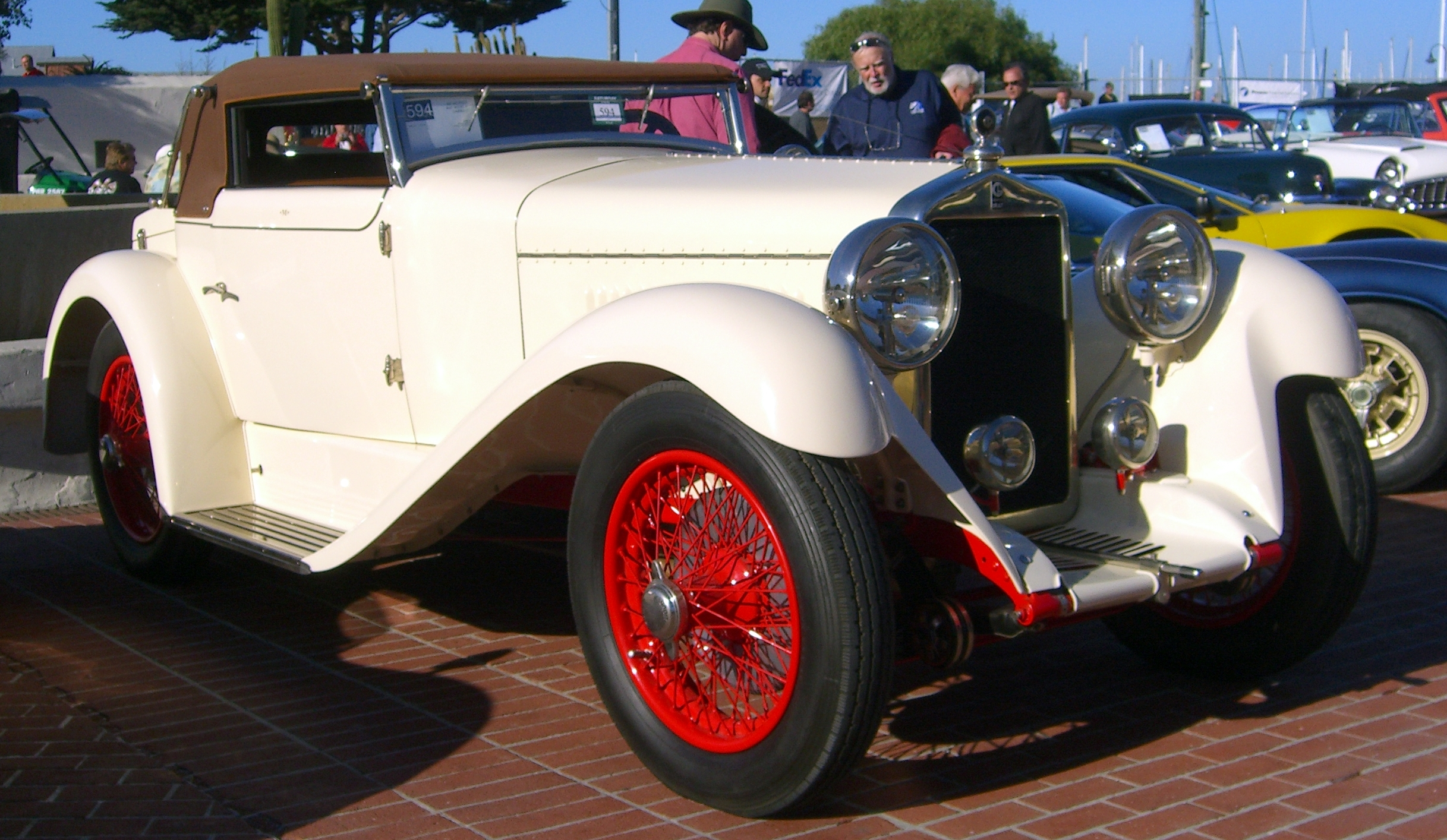
Georges Irat 4A 11CV Cabriolet Pourtout. Ця машина демонструвалася на паризькому автосалоні в 1927 році. Всього було побудовано дві такі машини, дана машина була куплена паризьким ювеліром на прізвище Верже

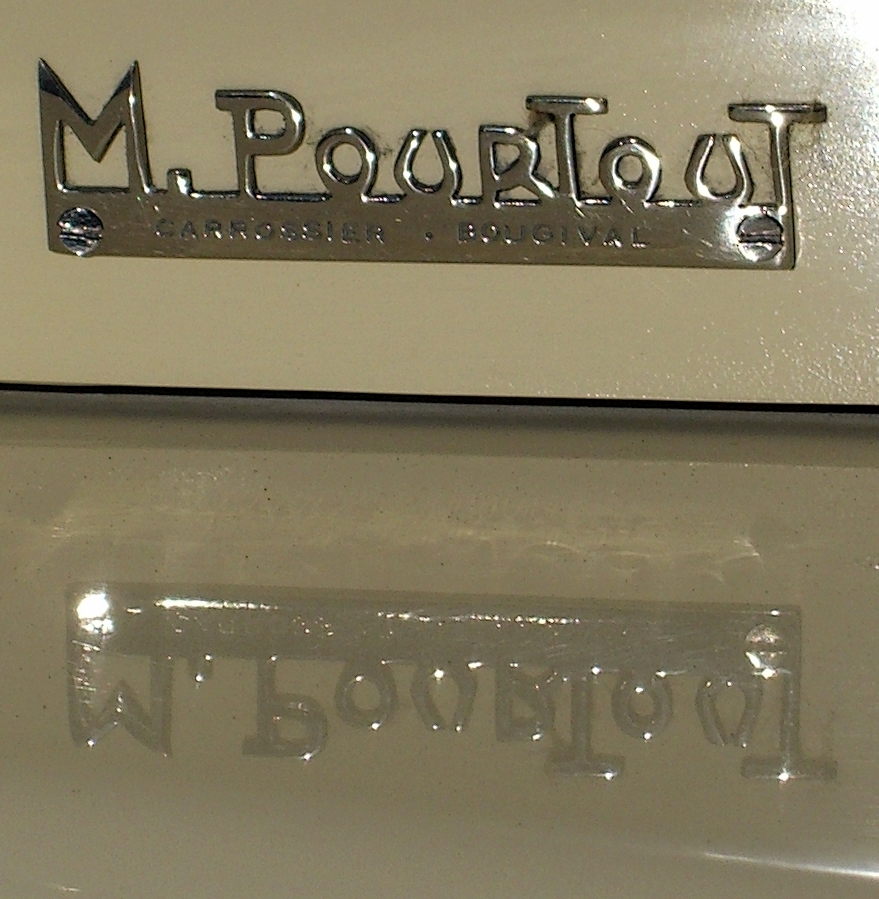
Підпис виробника кузова Georges Irat Type 4A 11CV Cabriolet Pourtout

Однак і серійні машини були досить дорогими, коштували вони як три автомобілі від Citroen, і в конкурентах у нього були інші дволітрові французи типу Delage, Bignan, Chenard et Walcker, Rolland-Pilain або Cottin & Desgouttes, тому до 1927 року було побудовано всього близько 1200 примірників автомобілів Georges Irat. У 1927 році Готьє будує шестициліндровий двигун, об'ємом 2985 см3, технічно він був ідентичний чотирициліндровому двигунові, до якого просто додали два циліндри. Колінчастий вал обертався на семи корінних підшипниках, система змащення була обладнана аж двома мастильними насосами, розвивав новий двигун 85 к.с.. Крім цього, Type 6A 15CV отримала новий підсилювач гальм, менш складний, - системи Девандре. На основі цього мотора була підготовлена спортивна версія, яка розвивала 125 к.с., проте машина, підготовлена для Роста, була дана в оренду одному любителю поганяти, який не впорався з керуванням настільки потужної машини і вилетів у кювет. Відновлювати болід не стали. На жаль для Іра, цей двигун став останньою роботою Готьє у його фірмі, оскільки Delage покликав його назад.

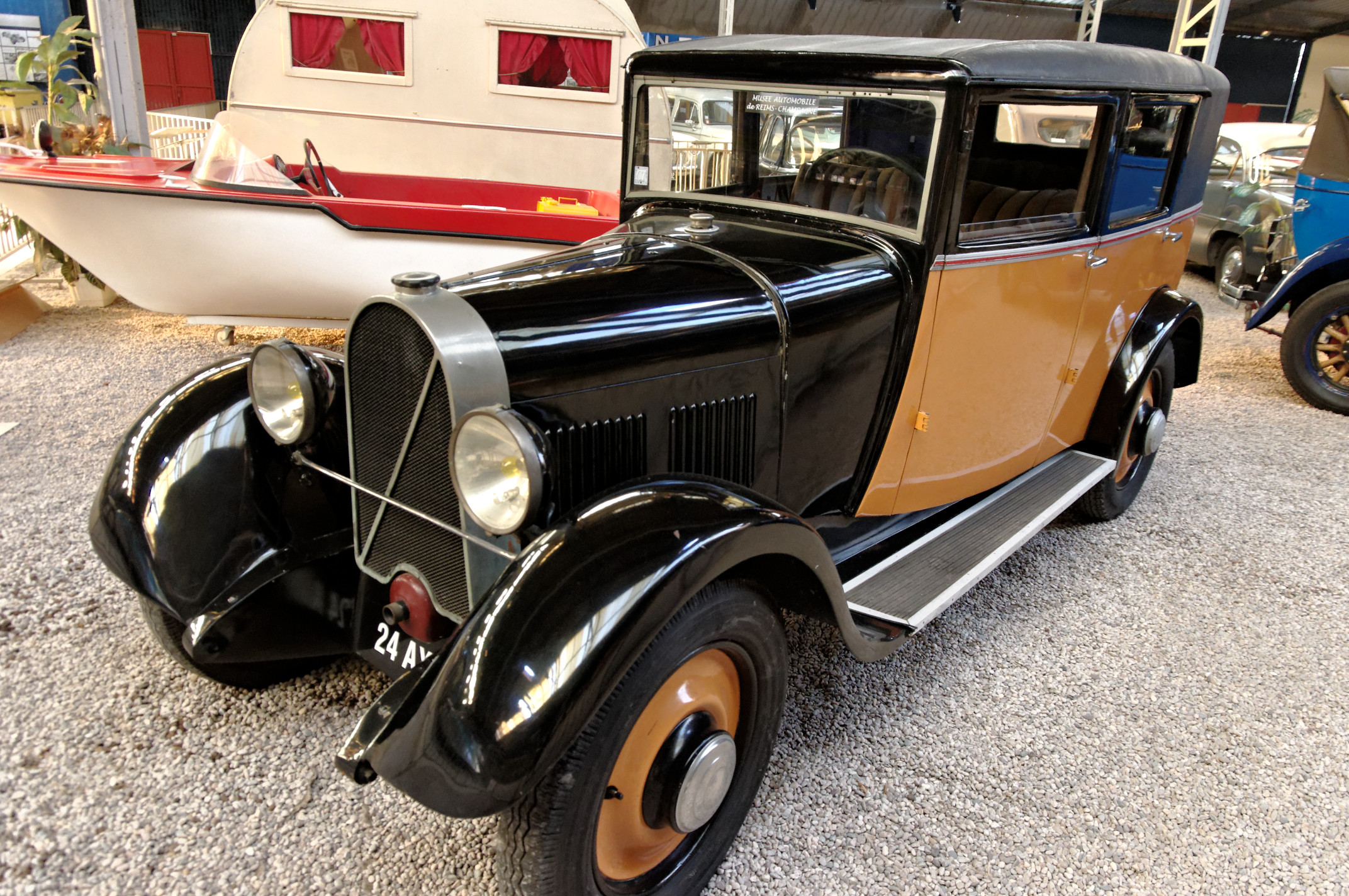
Michel Irat Type CV2 7CV Semiberline Weymann

У 1928 році Жорж Іра підготував більш потужну модель Type 6B 17CV з 3.6 л двигуном, проте планам захоплення ринку не судилося збутися. Через рік почалася світова криза, до того ж американці почали експансію своїх дешевших шести- і восьмициліндрових автомобілів на ринках Європи, за 1929 рік було побудовано всього близько двадцяти автомобілів обох моделей. У цей час Жорж Іра купує фірму Chaigneau-Brasier, яка до того моменту випускала всього одну модель, що продавалася під назвою Chaigneau-Brasier TD-4. Біля керма купленої компанії він ставить свого сина Мішеля, який переносить виробництво цих машин в Шато. Мішель Іра перейменував фірму в Automobiles Michel Irat SA, продаючи свою продукцію під маркою Michel Irat. Молодший Іра займався виробництвом своїх автомобілів моделі Type CB2 7CV з 1.1 л двигуном (які технічно були копією Chaigneau-Brasier, на який встановили підковоподібний радіатор) всього один рік. Побудувавши 120 автомобілів, він покинув цю компанію в 1930 році, а в 1933 році завод перейшов у володіння фірми Delahaye.

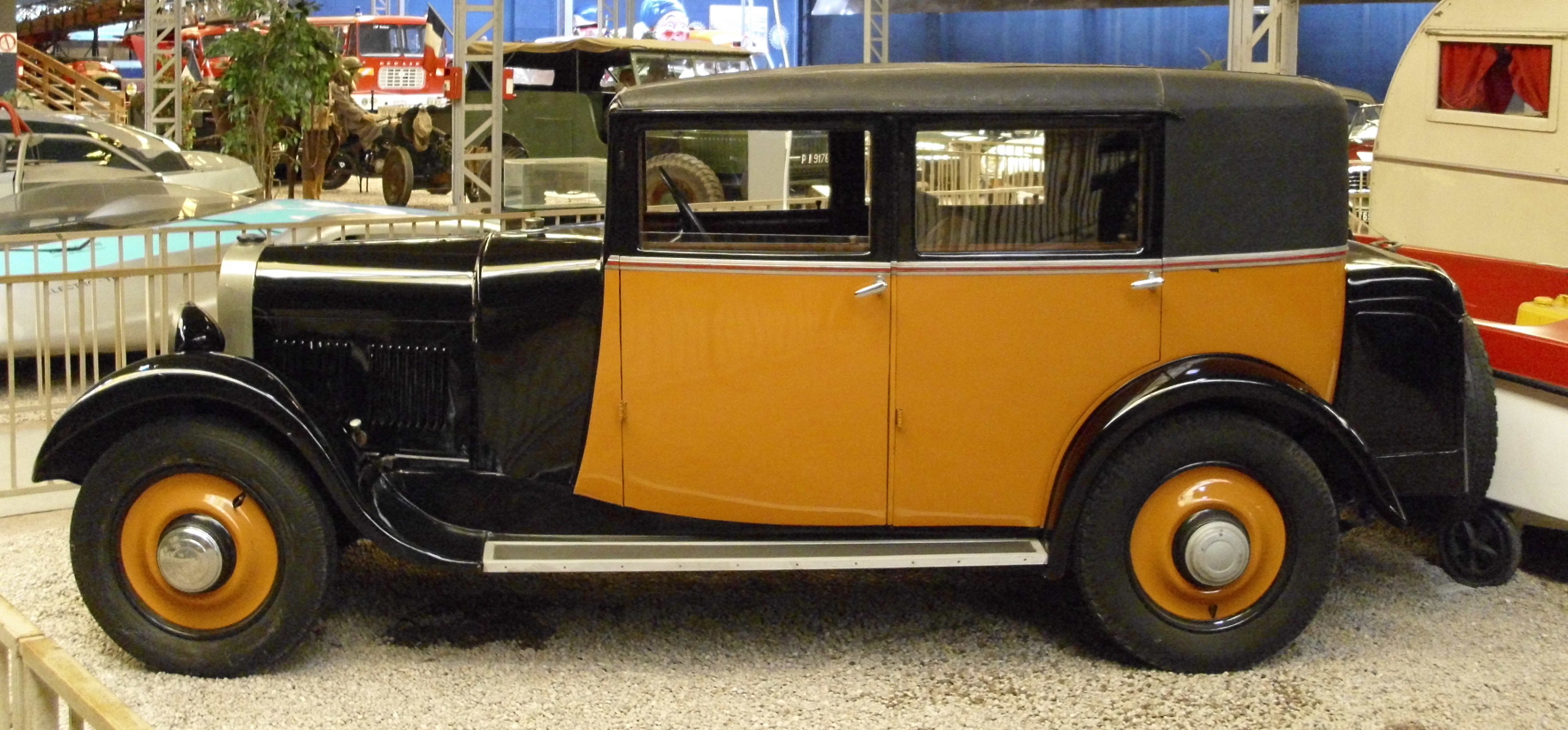
Michel Irat Type CV2 7CV Semiberline Weymann

Тим часом, залишившись без головного моториста, Жорж Іра вирішує закуповувати в цей складний кризовий час восьмициліндрові двигуни в США у фірми Lycoming. Щоб виділити продукцію з американськими моторами, була придумана інша назва марки — Irat-Huit (вісім французькою). Модель Type 8A4 23CV з 4-літровим мотором пішла в серію в 1930 році, а в 1932 році її змінила модель Type 8A5 28CV з 4,9-літровим двигуном (такий же використовувався на автомобілях Auburn). Ці машини відрізнялися наявністю передньої незалежної підвіски, а кузови для них виготовлялися виключно Яковом Савчиком, але машини вийшли настільки дорогими, що виготовлені за цей час машини можна було перерахувати на пальцях обох рук.
У 1933 році фірмою Georges Irat була запропонована нова модель Type 6C1 14CV з шестициліндровим 2,5 л двигуном все тієї ж американської компанії Lycoming. Кузови для цього автомобіля взявся виготовляти Яків Савчик, але навіть його творіння на шасі цього автомобіля не змогли залучити клієнтів в салони фірми Жоржа Іра.
У 1935 році компанія об'єднується з Etablissements Godefroy et Lévèque, що виготовляла двигуни під брендом Ruby. Разом з цим потужності фірми Іра переїжджають з Шато в приміщення Etablissements Godefroy et Lévèque в Леваллуа. У форматі повної секретності там почалися роботи над першою моделлю відродженої фірми. Покривало з машини було знято тільки на Паризькому автосалоні восени 1935 року. В ході перезавантаження з'ясувалося, що фірма повністю поміняла свій імідж, і тепер замість дорогих спортивних автомобілів для еліти публіці була представлена доступна невелика машина, яка повинна була дати відсіч на французькому ринку британським спортивним автомобілям марки MG.
Новий Georges Irat Type ММ 5CV мав передній привід, ліцензія на який була куплена у фірми Tracta. Також машина мала незалежну підвіску передніх коліс з пружинами, розміщеними в бронзовому циліндрі, задня напівконсольна підвіска лежала на шарнірних важелях, як амортизатори спереду і ззаду використовувалися гумові елементи.

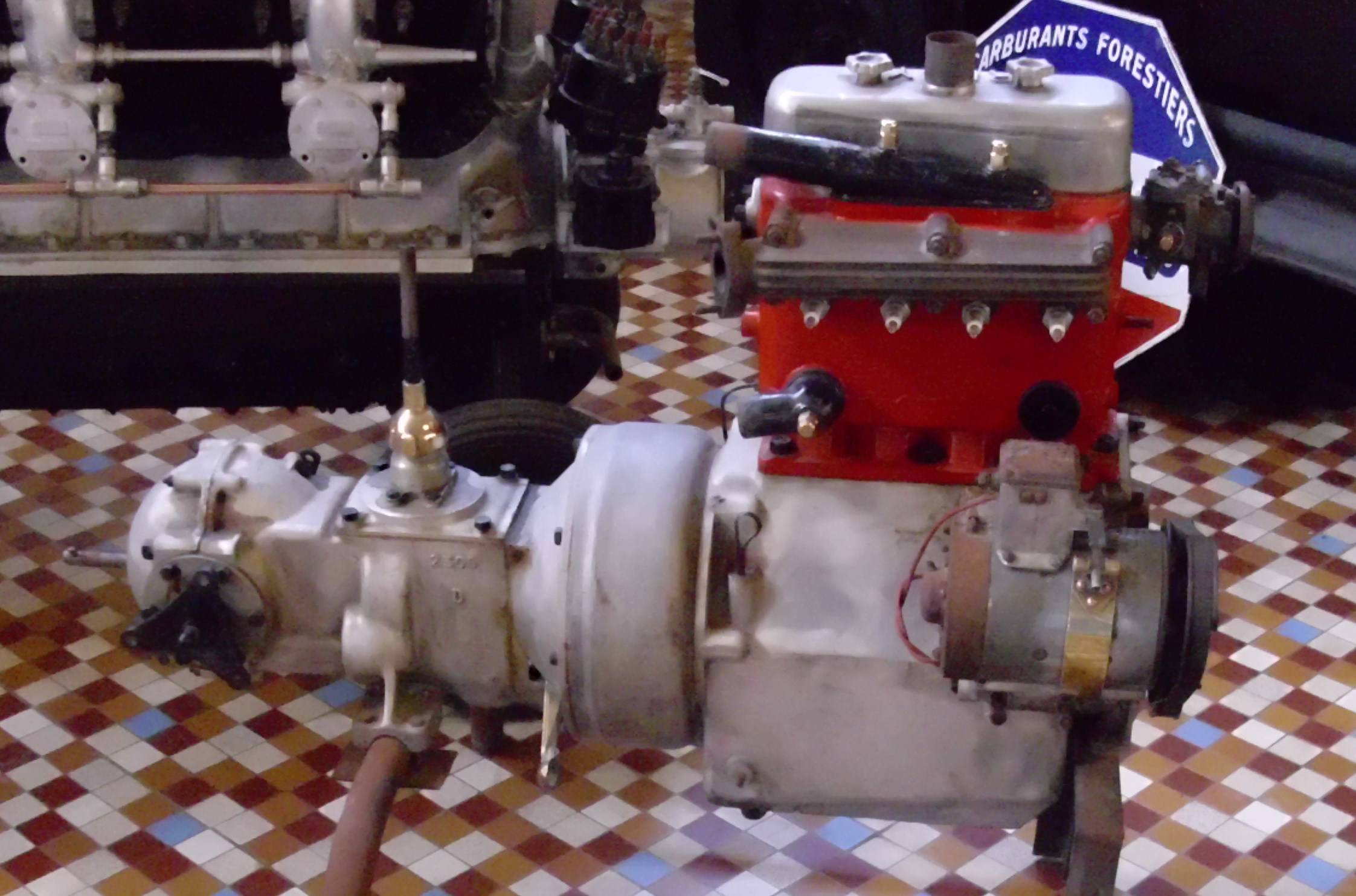
Двигун Ruby

Як двигун використовувався літровий Ruby, потужністю 26 к.с., цей двигун мав верхнє розташування клапанів, але розміщений внизу розподілвал, тобто системи OHV. Блок мотора був виготовлений з чавуну, агрегатувався цей двигун з триступеневою коробкою передач, рульове управління було рейковим. Машина викликала інтерес публіки, але не виправдала надій. Автомобіль з красивим довгим кузовом типу родстер з плавними лініями мав на увазі наявність як мінімум восьми, а то і дванадцяти циліндрів під капотом. Але на ділі машина ледве могла розганятися до 100 км/год, не рятувала становище і більш потужна версія Type MDS 6CV з 1.1 л мотором з віддачею в 33 к.с., яка могла розвинути 120 км/год. Фірма рекламувала в своїх проспектах версії з компресором Cozette, однак розподілвал мотора не витримував навантаження, так що невідомо, чи були вони реально побудовані і продані кому небудь. Але, тим не менш, не дивлячись на не дуже спритну динаміку, машина дуже непогано керувалася. По-перше, алюмінієві кузови були дуже легкими, по-друге, французам вдалося домогтися 50:50 розваговки.

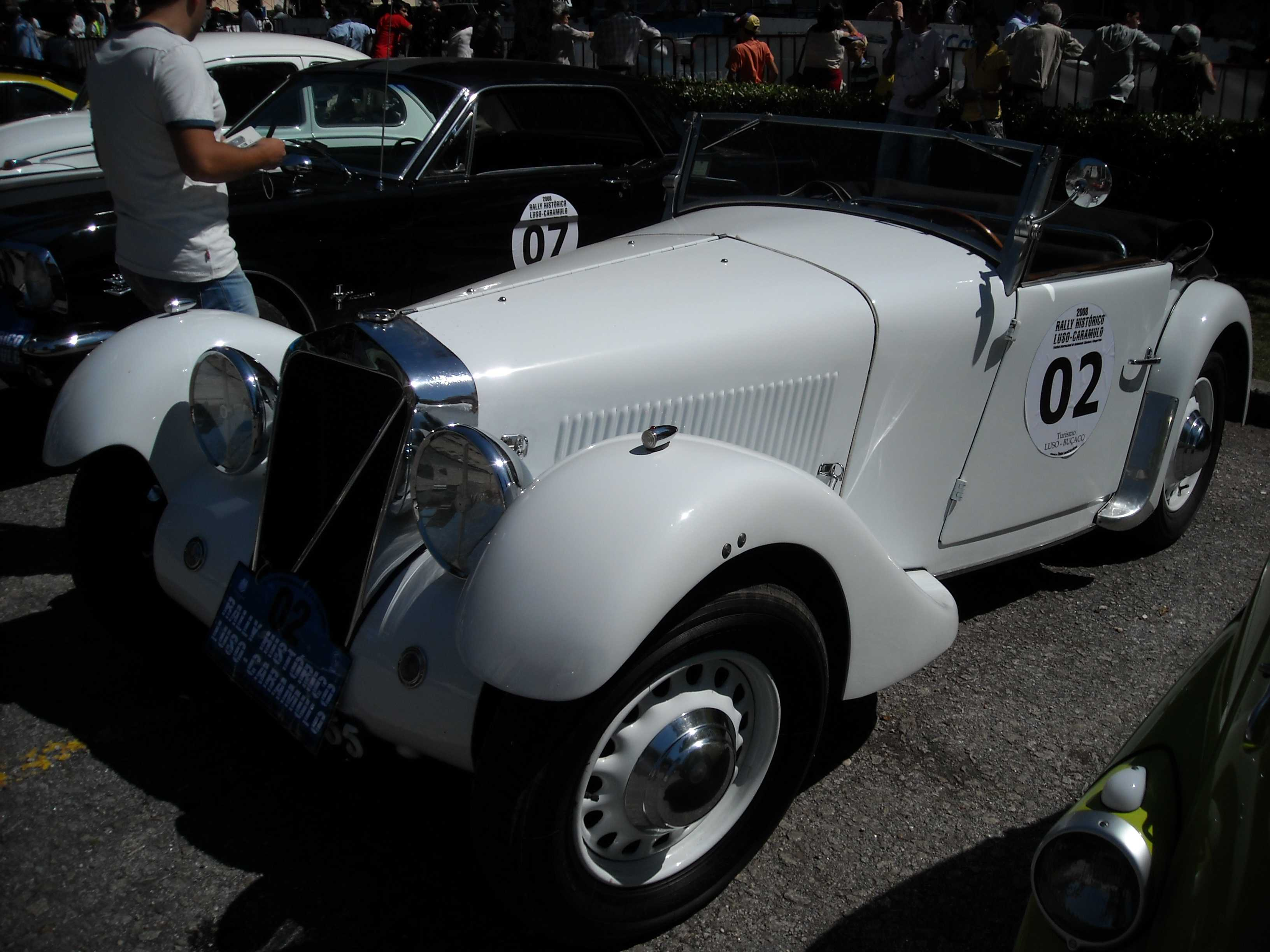
Georges Irat Type MDS 6CV Cabriolet

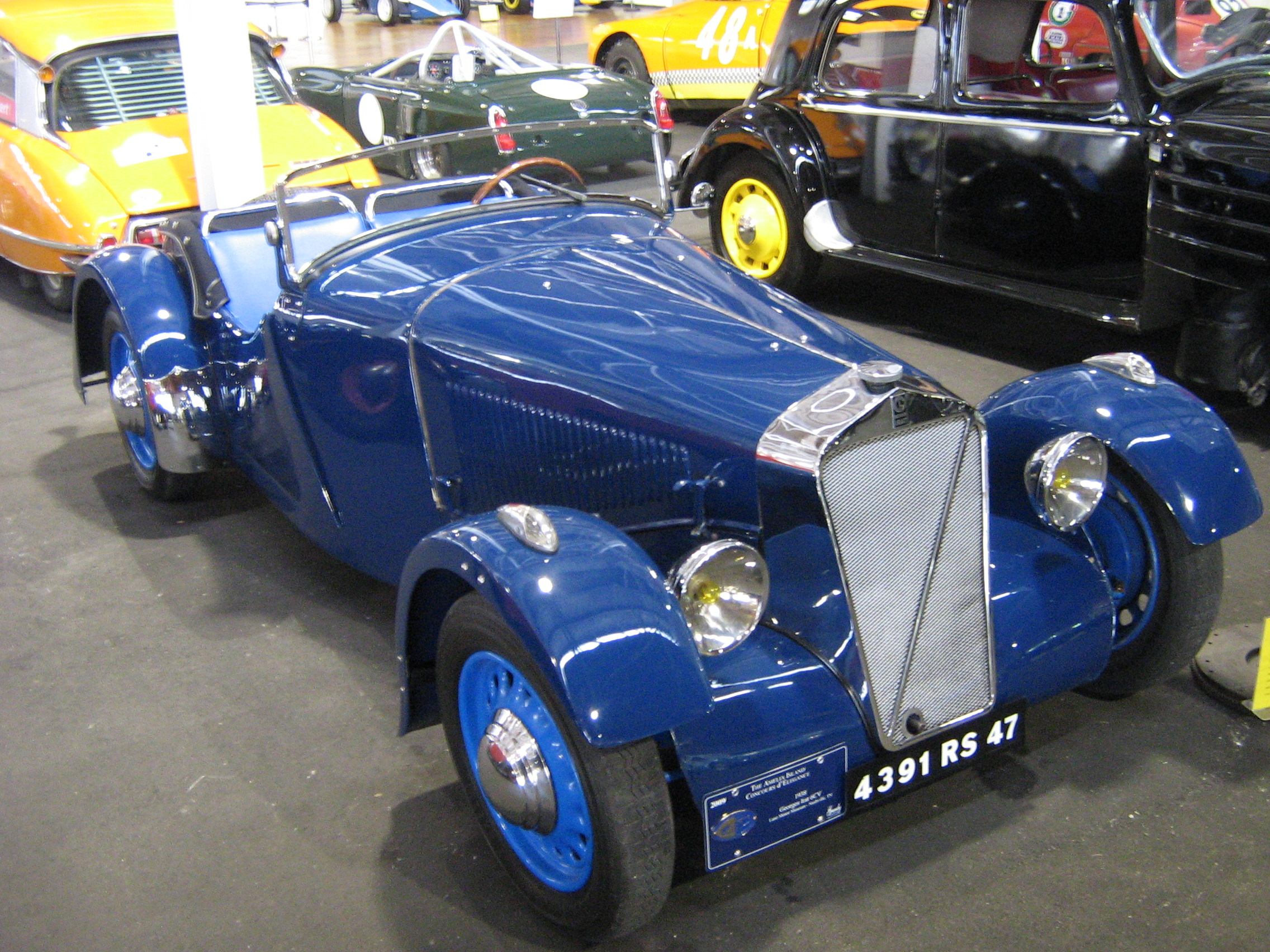
Georges Irat Type MDU 6CV Roadster

Незабаром крім родстерів Жорж Іра став пропонувати і версію з кузовом кабріолет, але більш солідна машина виявилася і важчою (+70 кг), так що швидкість відразу впала на 10 км/год. Спочатку машина непогано розходилася, оскільки у автомобілів були низькі експлуатаційні характеристики. Однак незабаром клієнти почали критикувати якість збірки, оскільки вона не йшла ні в яке порівняння з тією, що була десять років тому. До того ж стали траплятися загоряння автомобілів, оскільки паливний бак, що знаходився над карбюратором, нерідко протікав на випускний колектор. Все це призвело до того, що в 1937 році з'являється нова модель Type MDU 6CV з новим 1078-кубовим мотором (з посиленим розподілвалом), потужністю 37 к.с., ця модель також пропонувалася з двома варіантами кузова.

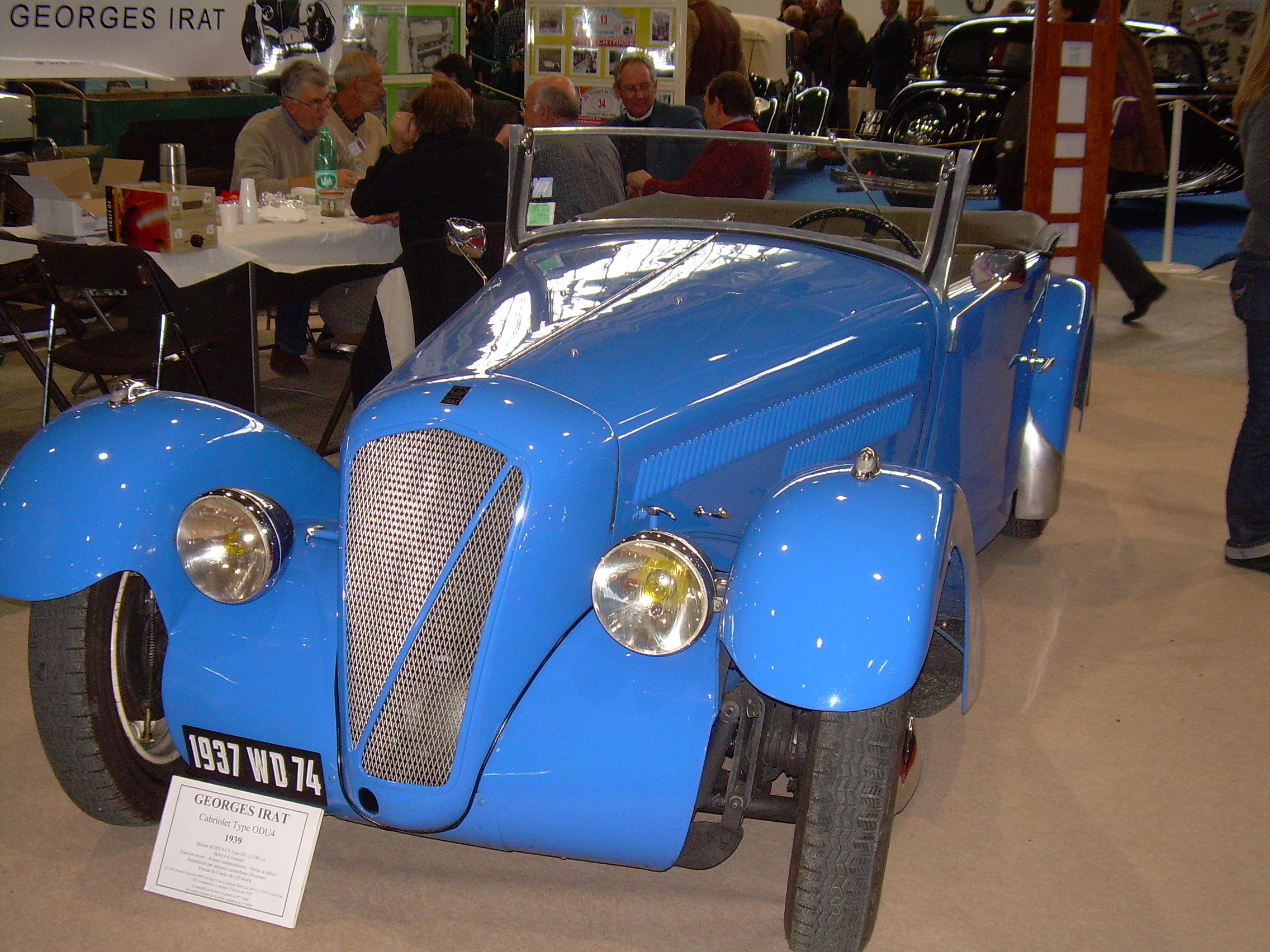
Georges Irat Type ODU 6CV Roadster

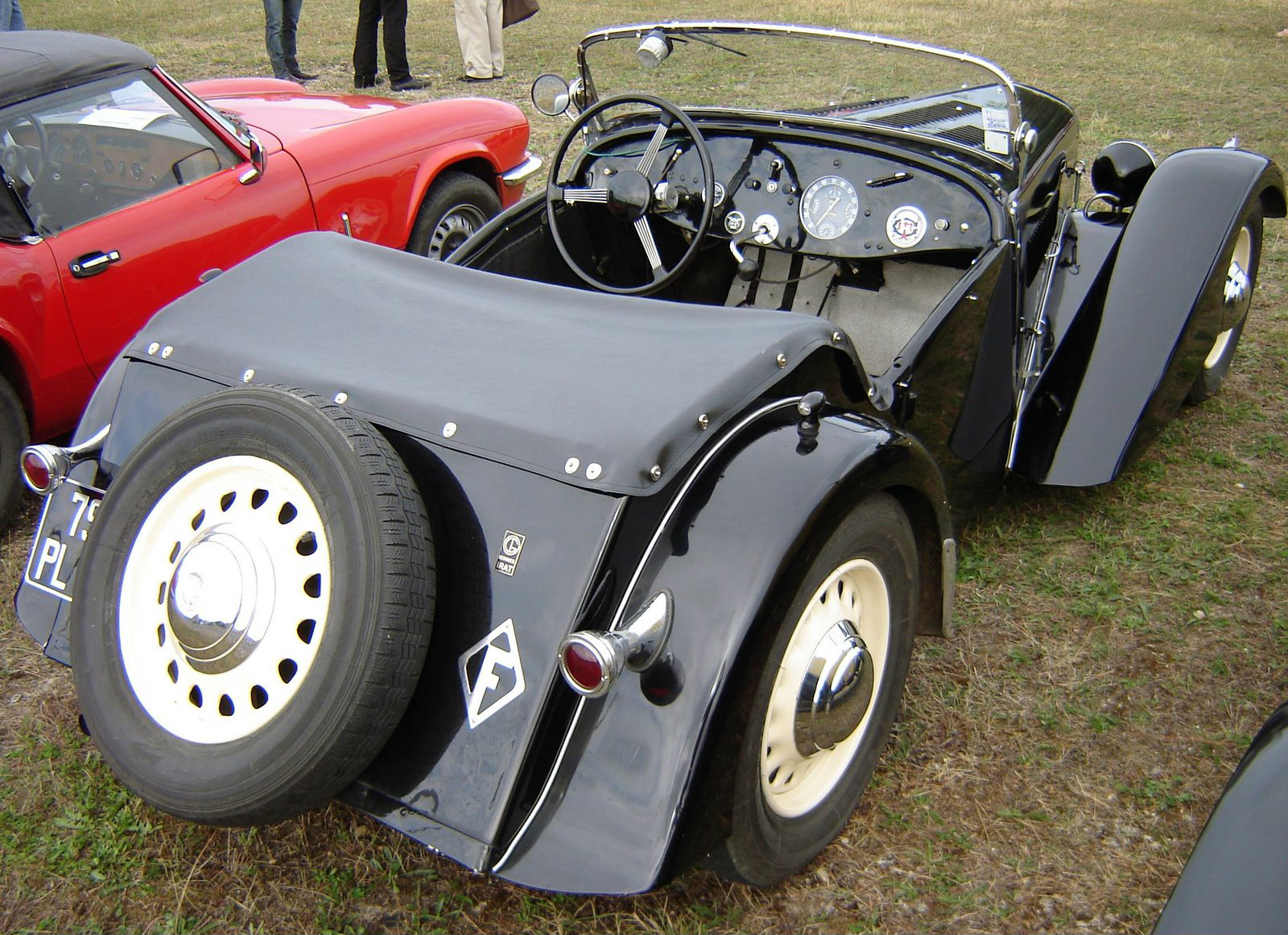
Georges Irat Type ODU 6CV Roadster

Наприкінці 1938 року модель Туре MDU була перейменована в Type ODU, технічно вона практично не змінилася, тільки тепер задня незалежна підвіска була використана за купленою у Абрама Наймана ліцензією. Машина стала більш стійкою на великих швидкостях, але в цілому ця підвіска була менш надійною, ніж консольна. Трансмісія отримала четверту передачу, але вона не втратила своєї проблеми - привід спідометра часто руйнувався і провалювався в коробку передач, потрапляючи між шестерінки, коробка в буквальному сенсі розліталася на шматки. Відрізнити машину цієї моделі можна було за новим оформленням решітки радіатора, яке стало більш масивним і при цьому обтічним.

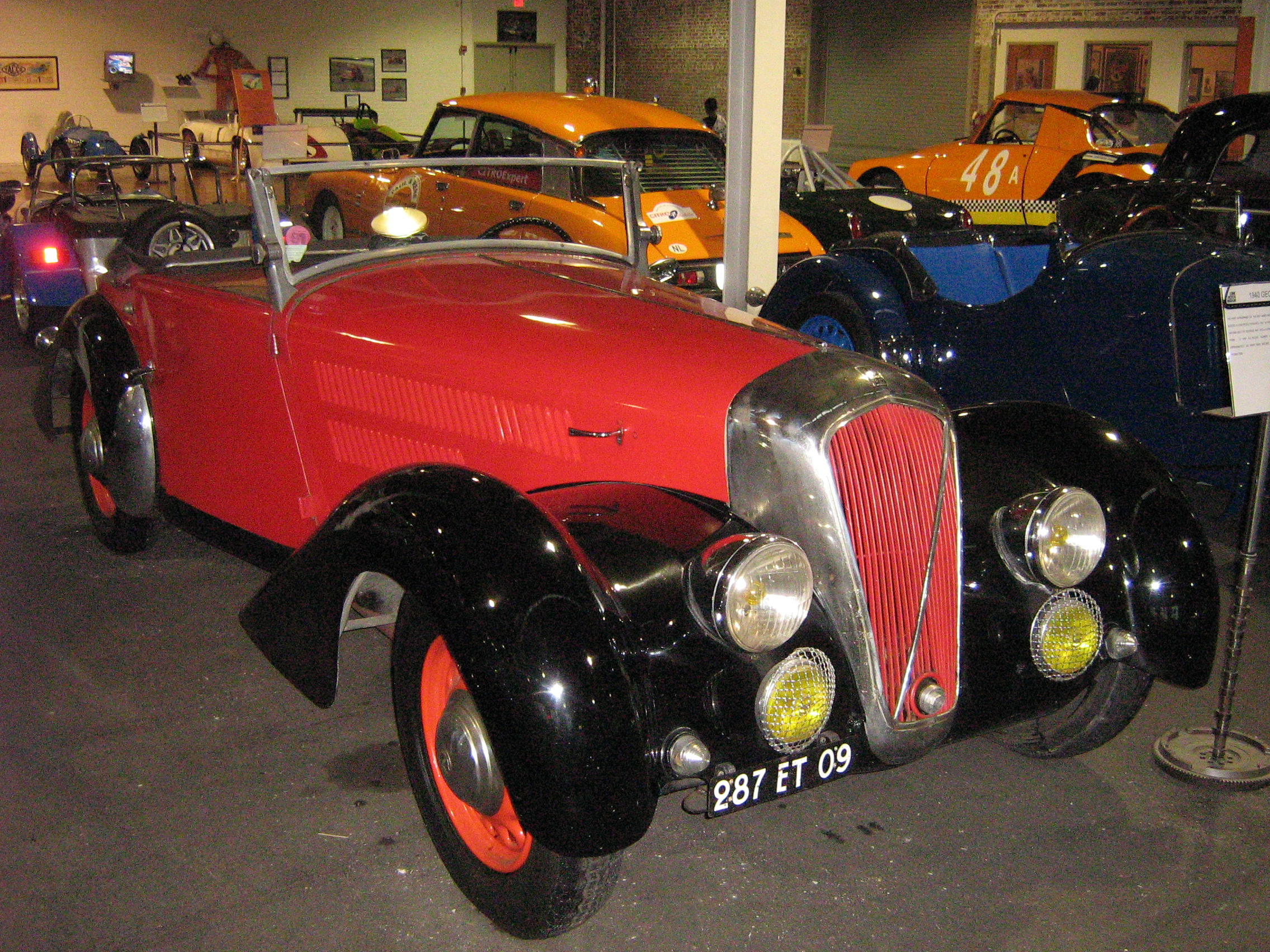
Georges Irat Type OLC3 11CV Cabriolet

У 1939 році на салоні в Парижі була представлена нова модель Type OLC з 1.9-літровим чотирициліндровим мотором від Citroen TA 11CV, потужність якого була піднята з 46 до 56 к.с., що дозволяло автомобілю з витягнутим плавним силуетом розганятися до 140 км/год, а зі спортивними полегшеними кузовами - і до 170 км/год. Також нова модель отримує триступеневу трансмісію від Citroen TA 11CV, в тому числі вузли переднього приводу, від нього ж дістаються гідравлічні гальма всіх коліс фірми "Локхід". В іншому ця модель технічно повторювала свого молодшого побратима, 1,9 л версія випускалася тільки з кузовами типу кабріолет. Виробництво легкових автомобілів зупинилося з окупацією Франції німецькими військами, до цього моменту було побудовано всього близько 200 автомобілів з начинкою від Citroën.
Під час війни німці дозволили французам виробляти електромобілі, оскільки логістикою в країні потрібно було займатися: доставляти вантажі, поліцейських, медпрацівників і т.д.. Тому, скориставшись нагодою, Іра почав працювати над маленьким електромобілем, який мав передній привід, що було унікальним для автомобілів такого типу, при тому, що сам двигун і акумулятори розташовувалися позаду. Максимальна швидкість становила 35 км/год, а автономність дорівнювала 90-100 км. Дрібною партією випускалися або двомісні фургони, або кабріолети. Однак до кінця 1942 року їх виробництво припинилося через нестачу матеріалів.

## Компанія Etablissements Irat & Cie (1945-50)
Після війни Іра переселяється в Бегль, що неподалік від Бордо, він перейменовує фірму в Etablissements Irat & Cie, і починає займатися виготовленням дизельних двигунів марки DOG для мотоплугів, мінітракторів і вантажівок.
Але в 1946 році на автосалоні в Парижі він представив передньопривідний тримісний родстер з 1.1 л мотором. Циліндри його були розташовані горизонтально, а потужність була на рівні 6CV. Завдяки виготовленим з магнієвих сплавів шасі і кузову, який був побудований фірмою Labourdette, маленька машина могла розганятися до 125 км/год. Маленький родстер мав дизайн решітки радіатора в стилі продукції фірми 1939 модельного року.
У 1947 році показали цю ж машину, яка отримала нову оптику, а під капотом 1,1 л мотор був замінений на дволітровий з двома розподільними валами, при цьому передній привід змінило класичне компонування, як трансмісію Іра встановив преселективну коробку Cotal. Перероблена машина могла розганятися до 150 км/год. У 1949 році був показаний модифікований родстер, його родзинкою стала наявність трьох фар попереду і відсутність потужної рамки у V-подібного лобового скла. Але на запуск цих автомобілів в серію не вистачало коштів, а п'ятирічний план розвитку автомобільної промисловості Франції, складений Поль-Марі Понсом, просто не помічав таких дрібних виробників, як Жорж Іра.
У 1950 році був побудований ще один прототип родстера, який мав досить сучасний для 1950 року дизайн. Невідомо, який двигун був тоді у автомобіля, тому що зараз, у знайденій недавно машині, був розміщений двигун з мотоцикла, імовірно виготовленого в Німеччині.
Тоді ж був побудований авіаційний заправник з кабіною над двигуном власної конструкції, проте і ця розробка не привернула уваги у потенційних покупців.

## Компанія Société Chérifienne d'Etudes des Automobiles Georges Irat (1950-60)

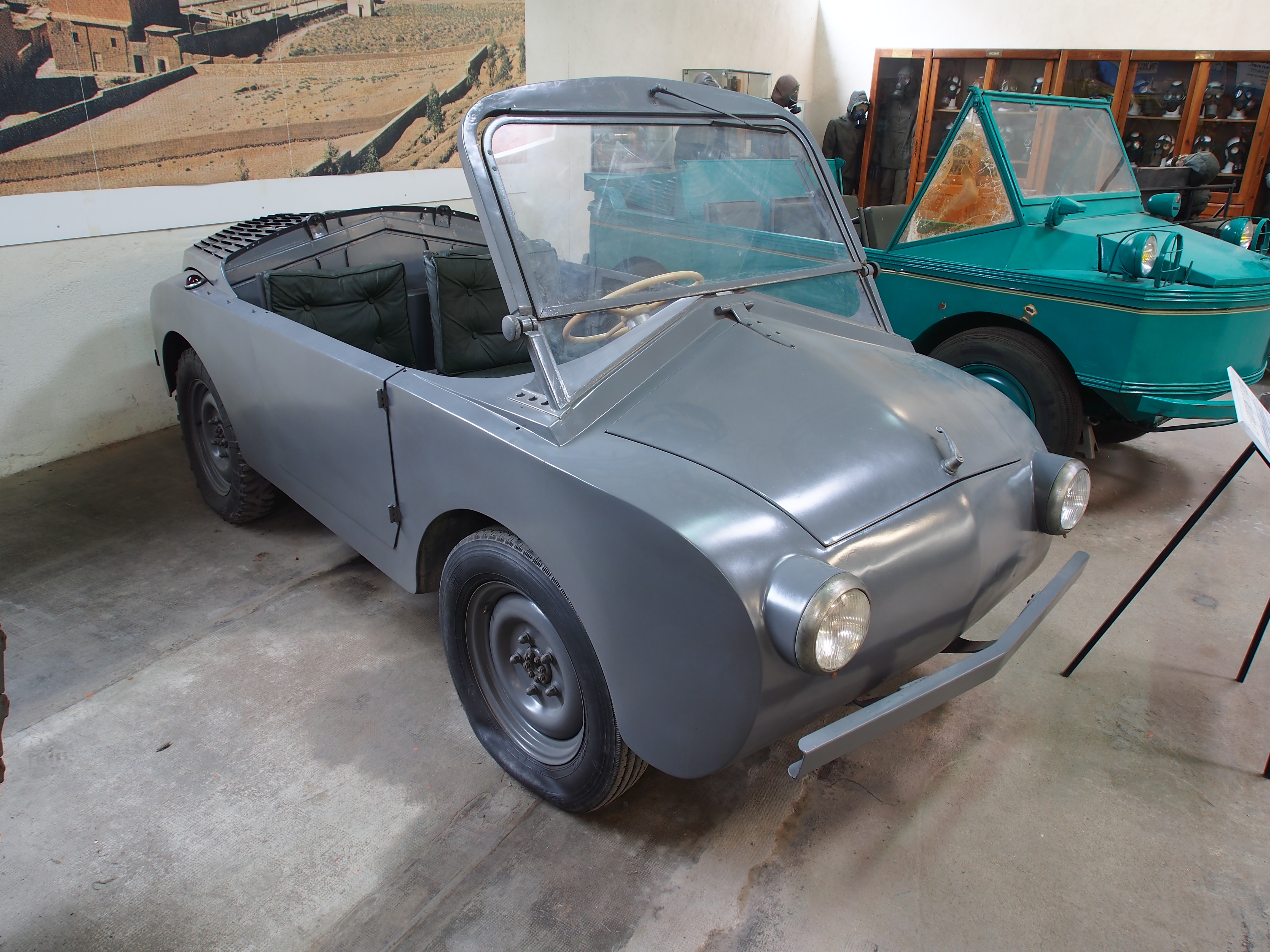
Georges Irat Voiture du Bled Type A

Після чого в кооперації з Емілем Петі (який працював до цього в Salmson) Жорж Іра будує невеликий позашляховик із заднім розташуванням 610-кубового 28-сильного двигуна, який був запозичений у Panhard Dyna. Оскільки у Франції в цей час були складності з отриманням матеріалів, то Петі та Іра в 1950 році перевели свою фірму в Марокко, в місто Касабланка, фірма отримала назву Société Chérifienne d'Etudes des Automobiles Georges Irat. Маленький позашляховик був названий Voiture du Bled ("Кукурудзяний автомобіль"), VDB з кліренсом в 30 см міг розвивати швидкість по хорошій дорозі до 80 км/год, долати брід в 60см, підніматися по нахилу в 40 градусів, і це все, маючи тільки моноприводну трансмісію, яка приводила в дію задні колеса.

## Припинення виробництва автомобілів. Закриття компанії

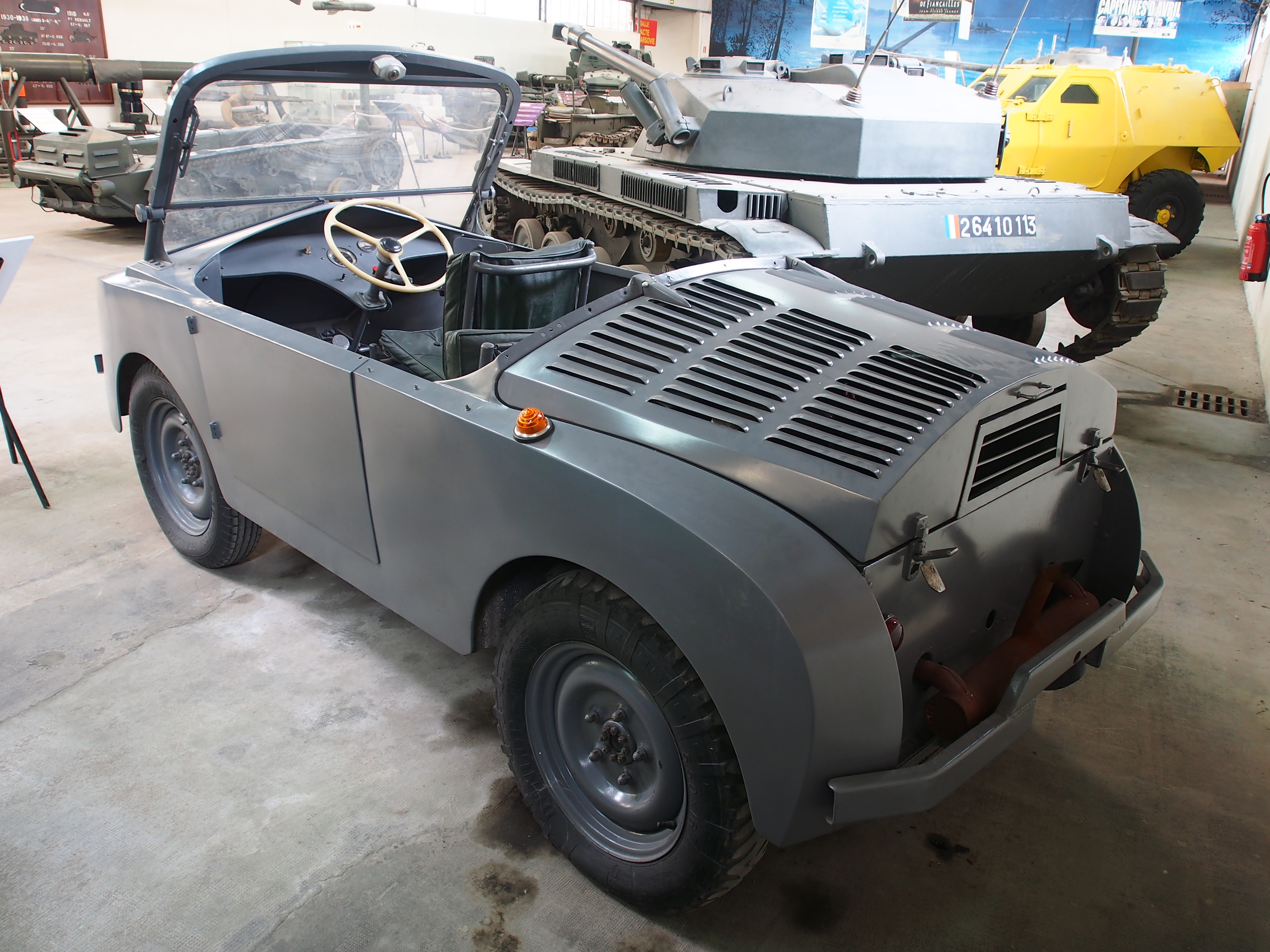
Georges Irat Voiture du Bled Type A

У 1953 році була представлена більш потужна повнопривідна версія Voiture du Bled з 745-кубовим 33-сильним мотором, також був підготовлений прототип амфібії на базі цієї моделі. Всього фірма виготовила близько двадцяти позашляховиків Voiture du Bled за три роки їх виробництва, після чого закрила свої ворота.
Тим часом у Франції тривало виготовлення дизельних двигунів і бензогенераторів Жоржа Іра, в 1960 році французька фірма збанкрутувала. До наших днів дійшло близько 150 автомобілів цієї марки, включаючи післявоєнні прототипи.

## Список автомобілів Georges Irat
- 1921 - Georges Irat Type 4A
- 1927 - Georges Irat Type 6A
- 1928 - Georges Irat Type 6B
- 1930 - Georges Irat Type 8A4
- 1932 - Georges Irat Type 8A5
- 1933 - Georges Irat Type 6C1
- 1935 - Georges Irat Type MM
  - Georges Irat Type MDS
- 1937 - Georges Irat Type MDU
- 1938 - Georges Irat Type ODU
- 1939 - Georges Irat Type OLC
- 1940 - Georges Irat 2CV
- 1950 - Georges Irat Voiture du Bled Type A
- 1953 - Georges Irat Voiture du Bled Type B